# Alphonse Valson
Claude-Alphonse Valson (1826–1901) est un mathématicien français.

## Biographie
Alphonse Valson est docteur ès-sciences. Il est professeur au lycée impérial de Marseille, puis à la Faculté des sciences de Grenoble. 
Il est ensuite président de l'Académie des sciences, belles-lettres et arts de Lyon.

## Travaux
Il édite avec Jean Collet les premiers volumes des Œuvres complètes d’Augustin Cauchy, travail qu'il poursuit seul, sous la direction scientifique de l’Académie des sciences.

## Prix et distinctions
En 1896 il est lauréat du prix Francœur, « pour l’ensemble de ses travaux et particulièrement pour le concours si dévoué
qu’il a apporté à la publication des douze premiers volumes des Œuvres de Cauchy ». Il a également reçu le Prix Gegner, pour sa collaboration à la publication des Œuvres de Cauchy, chaque année de 1884 à 1888.

## Publications
- Claude-Alphonse Valson, Thèse d'analyse : Application de la théorie des coordonnées elliptiques à la géométrie de l'ellipsoïde, Mallet-Bachelier, 1854 (lire en ligne)
- Claude-Alphonse Valson, La vie et les travaux du baron Cauchy, Paris, Gauthier-Villars, 1868 (lire en ligne)
- C.-A. Valson, « André Marie Ampère (1775-1836) », Em. Vitte (éditeur), Lyon 1885 (ré-édité 1897, 1910 et pour le centenaire de la mort d'Ampère, 1936)